# Гаєрсдорф
Гаєрсдорф (нім. Heyersdorf) — громада в Німеччині, розташована в землі Тюрингія. Входить до складу району Альтенбургер-Ланд.
Площа — 3,78 км2. Населення становить 105 ос. (станом на 31 грудня 2021).